# Hemming Halfdansson
Hemming Halfdansson (... – 837) è stato un vichingo «di razza danese, un capo molto cristiano».

## Biografia
Era probabilmente figlio di Halfdan, un capo della tribù dei Dani che divenne vassallo di Carlo Magno nell'807. Era probabilmente legato alla famiglia reale danese, dato che "Hemming" era uno dei loro Leitname. Tra le prove onomastiche c'è un re danese Hemming I (che regnò nel periodo 810–12) ed un Hemming II, richiamato in Danimarca dalla Francia dai fratelli Harald Klak e Reginfrid dopo la morte di Hemming I. Questo Hemming era probabilmente lo stesso Hemming Halfdansson. Si pensa che tornò quasi subito in Francia, dato che non esistono prove di lui nella politica danese dopo che, assieme ai fratelli, fu cacciato nell'813 dai figli di Godfred nell'813. 
È probabile che Hemming fu ricevuto dai Franchi i quali gli concessero Walcheren, una fortezza della Frisia, come beneficio. La stessa fortezza potrebbe essere stata prima governata dal padre, e di sicuro fu concessa nell'841 ai danesi Harald e Rorik. Morì assieme al conte Eccihard nell'837, tentando di difendere la fortezza dai vichinghi. Probabilmente sia Eccihard che Hemming erano responsabili della difesa della Frisia dai vichinghi, dato che un capitolare dell'821 li definisce che "i conti che erano responsabili della difesa costiera". Se così fosse, Hemming sembrerebbe essere stato il superiore, dato che Thegan di Treviri nel suo Gesta Hludowici imperatoris, un racconto del regno di Ludovico il Pio, lo cita per primo nell'elencare i morti, seguito da "un altro capo, Eccihard, e molti altri nobili dell'imperatore". D'altra parte, Hemming potrebbe essere stato un cortigiano inviato dall'imperatore per aiutare il signore locale, Eccihard.